# Trebbiano toscano

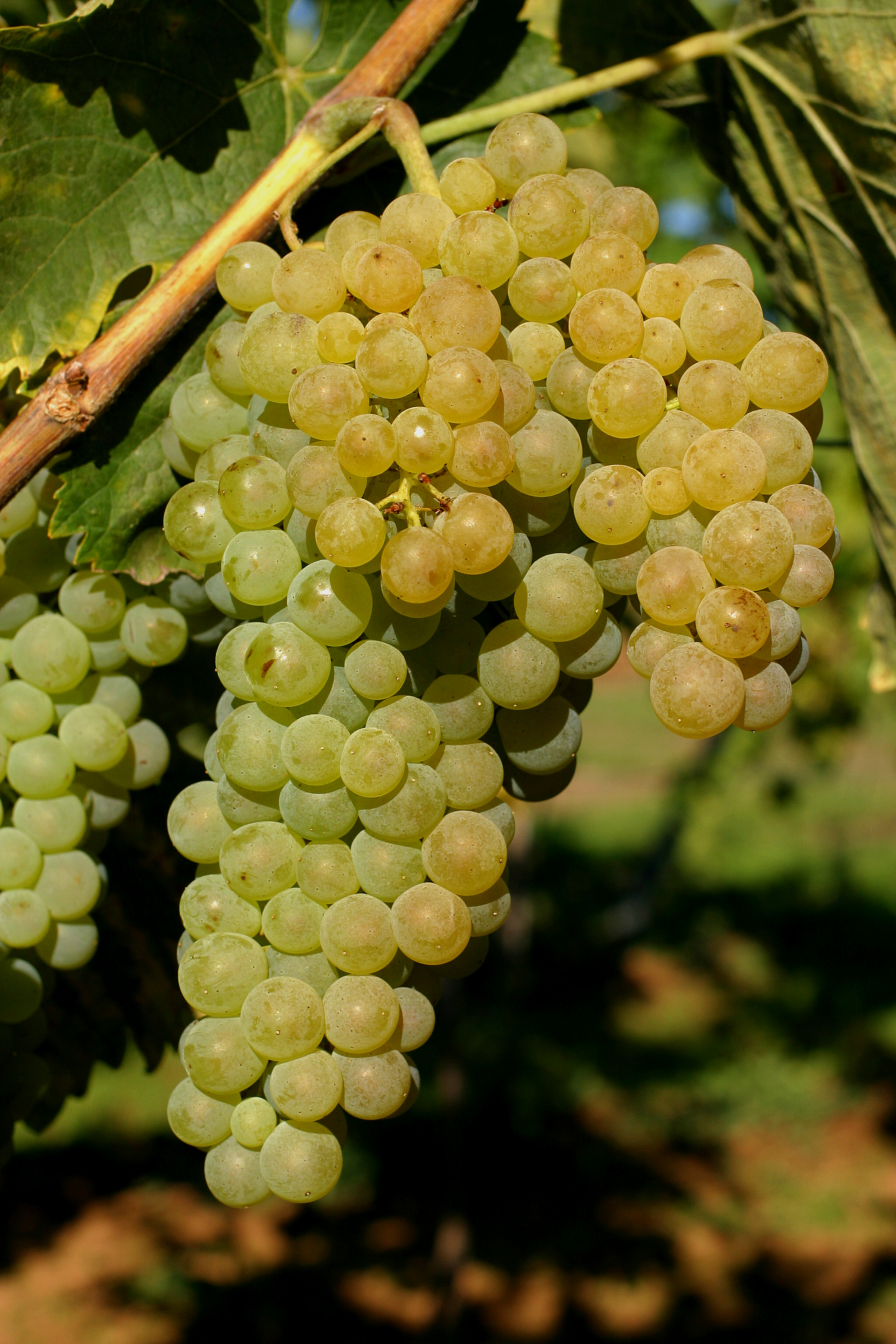
Grappe de raisins Trebbiano Toscano.

Trebbiano toscano (aussi appelé ugni blanc, procanico, brucanico ou santoro) est un cépage blanc italien de la famille des Trebbiano. Il s'agit du troisième cépage blanc le plus cultivé en Italie, et du cépage le plus répandu dans la famille des Trebbiano. Il est présent dans 85 des 300 vins DOC italiens, et dans 3 vins DOCG (de Latium).

## Description
Son nectar élevé en acidité et faible en sucre se mélange bien avec des cépages plus doux. Il se transforme en un vin sec aux parfums d'agrumes et de pomme.

## Zones de production
Le Trebbiano toscano est principalement cultivé dans les régions du centre de l'Italie, dont la Toscane, Ombrie, Latium, et dans les Abruzzes. En France, il est produit dans les régions de Cognac et Armagnac (Ugni blanc), le long des côtes de Provence, à Bordeaux et en Corse. De plus petites zones de production se retrouvent au Portugal et en Bulgarie, où le cépage est connu sous le nom thalia.

## Utilisation
Le Trebbiano toscano est utilisé dans la conception de vins blancs, de vins passito, du vin santo, et parfois dans l'assemblage de certains vins rouges, de brandy et de cognac. Il peut également être utilisé dans la production de vinaigre balsamique.